# S. P. Meek
Sterner St. Paul Meek (geboren am 8. April 1894 in Chicago, Illinois; gestorben am 10. Juni 1972 in Palm Beach, Florida) war ein amerikanischer Schriftsteller und Armeeoffizier.

## Leben
Meeks Eltern waren John Washington Meek und Ella, geborene Sterner. Er studierte zunächst an der University of Chicago, wo er 1914 einen Associate Degree erwarb, danach an der University of Alabama, wo er 1915 mit dem Bachelor abschloss. Danach studierte er weiter an der University of Wisconsin in Madison (1916) und von 1921 bis 1923 am Massachusetts Institute of Technology in Cambridge. Nach seinem Abschluss 1916 arbeitete er kurz als Football-Trainer einer Collegemannschaft, dann 1916 als Chemiker bei Western Electric in Hawthorne, Illinois, und 1917 in den Deuvitt Laboratories in Chicago. 1917 trat er als Chemiker und Experte für Munition in die US Army ein, wo er 1923 bis 1926 Forschungen an der Munition für Handfeuerwaffen leitete. Von 1941 bis 1945 war er Leiter der Abteilung für Veröffentlichungen der Artillerie. 1947 ging er im Rang eines Colonels in den Ruhestand.
Meek hatte ab Ende der 1920er Jahre in den Pulp-Magazinen der Ära Erzählungen zu veröffentlichen begonnen, teils Abenteuergeschichten, vorwiegend aber Science-Fiction, beginnend mit der Kurzgeschichte The Murgatroyd Experiment, die 1929 in Amazing Stories Quarterly erschien. Unter den von Meek verfassten Serien sind vor allem Doctor Bird and Operative Carnes mit 14 Geschichten zu nennen, die zwischen 1930 und 1932 erschienen. Die Protagonisten Dr. Bird vom National Bureau of Standards, dem Vorläufer des NIST, und sein Helfer Operative Cames vom Secret Service haben hier sich mit öfters kommunistisch gefärbten Bedrohungen auseinanderzusetzen. 2010 erschien der Sammelband The Astounding Adventures of Dr. Bird. Auch sonstige Publikationen in Buchform erfolgten spät, während seiner produktiven Zeit in den 1930er Jahren nur The Monkeys Have No Tails in Zamboanga, eine Sammlung seiner humoristischen Geschichten. Die beiden in Fortsetzungen abgedruckten Verlorene-Welt-Romane The Drums of Tapajos (1930) und Troyana (1932) erschienen erst 1961 in Buchform. Seine Erzählungen veröffentlichte er meist mit dem jeweiligen militärischen Rang und seinem abgekürzten Namen, also zum Beispiel „Capt. S. P. Meek“ bzw. „Col. S. P. Meek“.
Nach 1940 schrieb Meek praktisch keine Science-Fiction mehr, dafür eine Reihe von 20 Kinderbüchern, hauptsächlich Geschichten von Hunden und Pferden, bei denen er auch teilweise (siehe etwa Jerry: The Adventures of an Army Dog) seine Erfahrungen beim Militär verwertete.
Meek heiratete 1927 Edna Brundage Noble, mit der zusammen er einen Sohn hatte. 1972 ist Meek im Alter von 78 Jahren verstorben.

## Bibliografie
The Red Peril (Kurzgeschichtenserie)
- 1 The Red Peril (1929)
- 2 The Last War (1930)

Doctor Bird and Operative Carnes (Kurzgeschichtenserie)
- The Cave of Horror (1930)
- The Radio Robbery (1930)
- The Thief of Time (1930)
- Cold Light (1930)
- The Ray of Madness (1930)
- Stolen Brains (1930)
- The Sea Terror (1930)
- The Black Lamp (1931)
- When Caverns Yawned (1931)
- The Port of Missing Planes (1931)
- The Solar Magnet (1931)
- Poisoned Air (1932)
- The Great Drought (1932)
- Vanishing Gold (1932)
- The Astounding Adventures of Dr. Bird (2010, Sammlung)

Drums of Tapajos (Romanserie)
- 1 The Drums of Tapajos (1930)
- 2 Troyana (1932)

Jim Carpenter (Kurzgeschichtenserie)
- Beyond the Heaviside Layer (1930)
- The Attack From Space (1930)

Submicroscopic (Kurzgeschichtenserie)
- 1 Submicroscopic (1931)
- 2 Awlo of Ulm (1931)

Romane
- Island Born (1937)

Sammlungen
- The Monkeys Have No Tails in Zamboanga (1935)
- Arctic Bride (1944)
- Anthology of Sci-Fi V22: The Pulp Writers: Capt. S. P. Meek (2013)

Kurzgeschichten
- The Murgatroyd Experiment (1929)
- Futility (1929)
  - Deutsch: Unzulänglichkeit. In: Ronald M. Hahn, Wolfgang Jeschke (Hrsg.): Titan 17. Heyne Science Fiction & Fantasy #3847, 1981, ISBN 3-453-30776-3.
- The Osmotic Theorem (1929)
- The Perfect Counterfeit (1930)
- Into Space (1930, als Sterner St. Paul)
- The Gland Murders (1930)
- Trapped in the Depths (1930)
- The Tragedy of Spider Island (1930)
- The Earth’s Cancer (1931)
- Nasturtia (1931)
- The Black Mass (1931)
- Giants on the Earth (1931)
- B.C. 30,000 (1932)
- The Synthetic Entity (1933)
- That Fellow, Nankivell (1934)
- The Curse of the Valedi (1935)
- The Mentality Machine (1939)
- Arctic Bride (1944)

Kinderbücher
- Jerry: The Adventures of an Army Dog (1932)
- Frog, The Horse That Knew No Master (1933)
- Gypsy Lad: The Story of a Champion Setter (1934)
- Franz, A Dog of the Police (1935)
- Dignity, A Springer Spaniel (1937)
- Rusty, A Cocker Spaniel (1938)
- Gustav, A Son of Franz (1940)
- Pat: The Story of a Seeing Eye Dog (1947)
- Boots: The Story of a Working Sheep Dog (1948)
- Midnight, A Cow Pony (1949)
- Ranger, A Dog of the Forest Service (1949)
- Hans, A Dog of the Border Patrol (1950)
- Surfman: The Adventures of a Coast Guard Dog (1950)
- Paga, A Border Patrol Horse (1951)
- Red, A Trailing Bloodhound (1951)
- Boy, An Ozark Coon Hound (1952)
- Rip, A Game Protector (1952)
- Omar, A State Police Dog (1953)
- Bellfarm Star: The Story of a Pace (1955)
- Pierre of the Big Top: The Story of a Circus Poodle (1956)

Sachliteratur
- Inspection of ordnance matériel (1944)
- So You’Re Going to Get a Puppy: A Dog-lover’s Handbook (1947)